# Vadim Abramov
Vadim Abramov (ur. 5 sierpnia 1962 w Baku) – były uzbecki piłkarz pochodzenia armeńskiego występujący na pozycji pomocnika, obecnie trener piłkarski.

## Kariera
Vadim Abramov od 2010 jest selekcjonerem reprezentacji Uzbekistanu. W styczniu 2010 jego podopieczni rozpoczęli zmagania w Pucharze Azji.